# Glovertown
Glovertown es un pueblo canadiense situado en la provincia de Terranova y Labrador.

## Superficie
Glovertown tiene una superficie de 69,85 km².

## Demografía
En 2021, tenía 1948 habitantes, una densidad poblacional de 27,9 hab./km², y 972 viviendas.